# Mar Bosch Oliveras
Mar Bosch Oliveras (Girona, maig de 1981) és una escriptora que viu a Vilablareix. És llicenciada en Filosofia i especialitzada en Periodisme Cultural per la Universitat de Girona. Va ser guanyadora del premi de novel·la curta Just Manuel Casero 2012 amb la seva primera novel·la, Bedlam: darrere les hores càlides, publicada per Empúries el 2013. El setembre de 2015 es fa càrrec del primer club de lectura de la seva població, especialitzat en autors locals i amb presència dels autors a les trobades. Després d'un llibre dedicat a la ciutat de Girona, el juny del 2016 publica la novel·la Les generacions espontànies amb Edicions del Periscopi, guanyadora del 11è Premi Setè Cel de Salt 2017. La seva novel·la La dona efervescent va guanyar el 10è Premi l'Illa dels Llibres. L'any 2021 publica la seva primera novel·la juvenil, El dia de l'esquerda. El 2023, per L'edat dels vius va rebre el Premi Crexells de l'any anterior, atorgat pel jurat de l'Ateneu Barcelonès conformat per Francesco Ardolino, Anna Ballbona, Valèria Gaillard, Andreu Gomila, Eva Piquer i Lluïsa Julià.
Col·labora a El Quadern del diari El País, condueix diversos clubs de lectura i és professora a l'Aula d'Escriptura de Girona.

## Obres
- Bedlam: darrere les hores càlides (Empúries, 2013) ISBN 978-84-9787-843-2
- 1001 curiositats de Girona i el Gironès (L'Arca 2015) ISBN 978-84-942505-5-2
- Les generacions espontànies (Edicions del Periscopi 2016) ISBN 978-84-944409-4-6
- Vindràs amb mi després del diluvi (Comanegra 2018) ISBN 978-84-171885-4-2
- La dona efervescent (Univers Llibres 2020) ISBN 978-84-178685-3-6
- El dia de l'esquerda (La Galera 2021) ISBN 978-84-246-7090-0
- L'edat dels vius (Univers Llibres 2022) ISBN 978-84-183759-5-8